# Joseph Granville Norwood

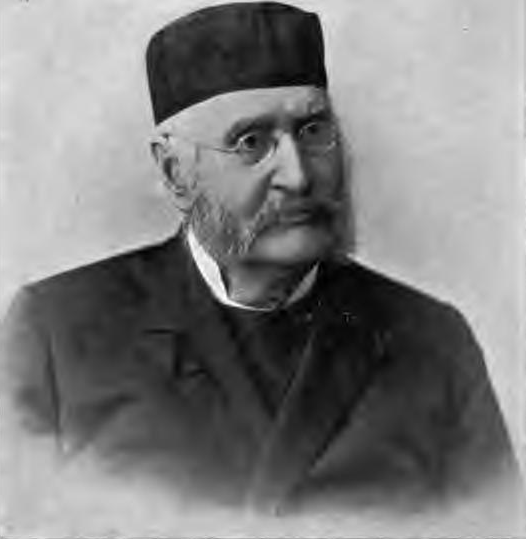
Joseph Granville Norwood

Joseph Granville Norwood (* 20. Dezember 1807 in Woodford County, Kentucky; † 6. Mai 1895 in Columbia, Missouri) war US-amerikanischer Arzt, Paläontologe und Geologe. Er war Staatsgeologe von Illinois und Missouri und später Professor für Medizin und erster Dekan der medizinischen Fakultät an der University of Missouri in Columbia.

## Leben
Norwood begann als Bankangestellter, Drucker und Inhaber einer Zeitung. 1830 verkaufte er seine Anteile und begann Medizin am Transylvania Medical College in Lexington (Kentucky) zu studieren mit dem Abschluss (M.D.) 1836. Er praktizierte als Arzt in Kentucky und wurde 1840 Professor für Chirurgie am neu gegründeten Madison Medical Institute in Indiana und 1843 bis 1847 Professor an der St. Louis University. Seine naturwissenschaftlichen Neigungen führten dazu, dass er 1847 Assistent von David Dale Owen bei der geologischen Landesaufnahme von Wisconsin, Iowa und Minnesota, wobei er hauptsächlich nahe dem Lake Superior arbeitete. 1851 bis 1858 war er der erste Staatsgeologe von Illinois. 1858 bis 1860 war er Assistant Geologist in Missouri und ab 1860 Professor für Geologie und Chemie an der University of Missouri. Er unterrichtete aber auch Physik, Anatomie und Physiologie und war einige Jahre Dekan der medizinischen Fakultät. Auch als die Universität im Bürgerkrieg geschlossen war, kam er regelmäßig an seinen Arbeitsplatz um über das Universitätseigentum zu wachen (dort waren Truppen stationiert). 1871 war er für kurze Zeit Staatsgeologe von Missouri, um eine Vakanz zu überbrücken. 1880 gab er seine Professur aus Gesundheitsgründen auf.
Er war zweimal verheiratet. Aus erster Ehe hatte er zwei Söhne und eine Tochter, aus zweiter Ehe hatte er drei Söhne und fünf Töchter. Sein Sohn Charles J. Norwood wurde Staatsgeologe von Kentucky. Norwood war Freimaurer.
1841 veröffentlichte er eine Neuauflage des Hausarztbuches von Buchan und 1838 einen Outline of a course of lectures at the Institutes of Medicine in Lexington (Kentucky).
1846 erstbeschrieb er mit Owen die Placodermi-Gattung Macropetalichthys aus dem Devon.